# Agrionosoma pendleburyi
Agrionosoma pendleburyi is een insect uit de familie vlinderhaften (Ascalaphidae), die tot de orde netvleugeligen (Neuroptera) behoort. De soort komt voor in Thailand.